# Lance (ciutat)
Lance o Lància (en llatí Lance o Lancia o Lanciatum, en grec antic Λαγκία o Λαγκίατον) era la capital de la tribu àstur dels làncits (lanceati, Λαγκίατοι), a la Tarraconense.
Era una ciutat fortificada la més important de la regió, fins i tot més que la ciutat que era al lloc de la futura Legió VII Gemina (Lleó), fins que els romans es van establir en aquesta segona ciutat. Els romans van destruir Lance, però després la van restaurar. Era a la via de Cesaraugusta a Lleó, a uns 15 km (9.000 passos) a l'est de Lleó.